# Cosimo Caruso
Cosimo Caruso (Altavilla Irpina, 13 luglio 1863 – Altavilla Irpina, 6 agosto 1933) è stato un generale italiano, veterano della guerra d'Eritrea, di quella d'Abissinia, della guerra italo-turca e della prima guerra mondiale. Decorato con la Croce di Cavaliere dell'Ordine militare di Savoia, di due Medaglie d'argento e di una di bronzo al valor militare, e della Croce al merito di guerra.

## Biografia
Nacque a Altavilla Irpina il 13 luglio 1863, figlio di Emilio e Filomena Severino.
Al termine degli studi liceali effettuati a Napoli, nel 1882 iniziò a frequentare la Regia Accademia Militare di Artiglieria e Genio di Torino, al termine della quale fu nominato sottotenente, assegnato all'arma di artiglieria. Nel 1887 chiese di partire per l'Eritrea ma non fu accontentato. Ripresentò la domanda nel 1889 mentre prestava servizio a Santa Maria Capua Vetere e poi a Verona, e questa volta fu accontentato raggiungendo la colonia dove entrò a far parte del locale Regio corpo truppe coloniali. Appena arrivato assunse il comando della sezione mitragliatrici Gardner, armi nuove appena arrivate e mai usate. Divenuto amico dell'esploratore Vittorio Bottego, partecipò alla guerra d'Eritrea.
Con lo scoppio della guerra d'Abissinia  prese parte alla occupazione di Adua, rimanendovi di presidio. Il 9 ottobre 1895 fu decorato con la Medaglia di bronzo al valor militare per il suo comportamento nel combattimento di Debra-Ailà (Antalo). Successivamente partecipò alla battaglia dell'Amba Alagi (7 dicembre), e si distinse nell'assedio di Macallè (15 dicembre-22 gennaio 1896). In forza alla 1ª Batteria di artiglieria da montagna indigeni del capitano Clemente Henry combatte nella battaglia di Adua (1º marzo 1896) dove rimase ferito e fu fatto prigioniero da due armati scioani dell'esercito del Negus Menelik II. Rifiutò da subito ogni forma di collaborazione, in quanto il Negus gli chiese espressamente di insegnare ai suoi armati a smontare i cannoni, caricarli sui muli, e poi rimontarli, ed al suo netto rifiuto lo minaccio espressamente di pesanti ritorsioni, che poi non avvennero.
Fu rilasciato nel 1897, decorato con la prima Medaglia d'argento al valor militare, e per aver scritto una lettera durante il periodo di prigionia, poi pubblicata dai giornali italiani, che denunciava il comportamento poco dignitoso di un secondario personaggio della nostra diplomazia, Clochette, gli furono comminati "tre mesi" di arresto in fortezza che scontò presso Castel Sant'Elmo al suo ritorno in Patria.
Durante il periodo trascorso in colonia fu decorato anche con la Croce di Cavaliere dell'Ordine della Corona d'Italia. L'8 luglio 1897 fu promosso capitano destinato a prestare servizio presso l'artiglieria da fortezza di Gaeta, dove continuò a studiare questioni di carattere tecnico militare. Nel 1906 fu inventore di un sistema "per dare simultanea graduazione all'alzo e alla spoletta dei cannoni". Dopo aver superato una lunga malattia, il 6 settembre 1912 presentava domanda di essere mandato in Libia, dove il Regio Esercito  stava combattendo contro i turco-arabi. Imbarcatosi per Tripoli, partecipò successivamente all'occupazione di Ziaav e di altre città, rimanendo in zona di operazioni per otto mesi, e venendo promosso al grado di maggiore. Ricaduto malato venne ricoverato presso l'ospedale di Tripoli, e rimpatriato il 28 febbraio 1914 per assumere il comando del 36º Reggimento artiglieria di stanza a Messina. Fu promosso tenente colonnello l'11 febbraio 1915.
Dopo l'entrata in guerra del Regno d'Italia, avvenuta il 24 maggio dello stesso anno, si distinse sul fronte giulio. Nella primavera del 1916 assunse il comando del 14º Reggimento artiglieria da campagna, schierato sul fronte di Gorizia in forza alla 11ª Divisione di cui poi assunse anche il comando dell'artiglieria divisionale. Nel mese di giugno venne promosso colonnello, e partecipò successivamente alla conquista di Gorizia. Alla testa del suo reggimento si distinse durante la battaglia di Caporetto e nella fasi di ripiegamento dell'esercito italiano sul Tagliamento e poi sul Piave. Il 25 marzo 1918 assunse il comando del 56º Raggruppamento artiglieria d'assedio, alle dirette dipendenze del X Corpo d'armata, posizionato fra il Monte Cimone e la Val d'Assa. Al comando di detto raggruppamento si distinse particolarmente durante la battaglia del solstizio, contribuendo ad arrestare gli attacchi portati dall'XI Armata austro-ungarica contro le posizioni italiane, infliggendole gravi perdite. Prese poi parte alla battaglia di Vittorio Veneto, e dopo la fine del conflitto fu in servizio presso la Divisione militare di Roma, e mentre vi prestava servizio fu incaricato dal Presidente del Consiglio Francesco Saverio Nitti di valutare l'operato di tre ufficiali intervenuti all'adunata del Fascio di combattimento della Capitale il 13 luglio 1919. In due giorni concluse la sua valutazione ritenendo che non vi era nulla di deplorevole nel fatto, e dopo che il governo ordinò un supplemento d'inchiesta, il 7 ottobre dello stesso anno concluse definitivamente l'indagine, scagionando da ogni accusa i tre ufficiali, Giovanni Giuriati, Gaetano Polverelli e Sileno Fabbri.
Promosso generale di brigata. assunse il comando della Brigata Ferrara.
Insignito della Medaglia mauriziana, e della Croce di Ufficiale dell'Ordine dei Santi Maurizio e Lazzaro, e di quella di Grande ufficiale dell'Ordine della Corona d'Italia, nel 1925 fu collocato in aspettativa, lasciando il servizio attivo il 13 luglio 1929 facendo ritorno ad Altavilla Irpina, di cui divenne successivamente Podestà.
Nel 1930 fu promosso generale di divisione, e successivamente collocato a riposo e si spense nel suo paese natale il 6 agosto 1933.
Per onorarne la memoria gli è stato intitolato l'Istituto comprensivo di Altavilla Irpina.

## Pubblicazioni
- Le Armi e la Guerra. Stab. Tip. U. Salerno & C., Napoli, 1906.
- Lo stato degli ufficiali e l'educazione dei Soldati. Stab. Tip. U. Salerno & C., Napoli, 1907.
- Per i Soldati del 14º Reggimento Artiglieria da Campagna, Tipografia Sociale di C. Sironi, Milano, 1918.
- Ricordi d'Africa 1889-1896, Estratto di Politica, Roma, 1939.
- Opera nazionale balilla, Altavilla Irpina, 1932, pg. 4 (discorso del 22 maggio 1932)
- 36º Reggimento artiglieria / gruppo da montagna / e compagnia treno, Messina, 1914
- Ai miei soldati che vanno in congedo, Capua, 1909
- Ai sottufficiali del 12º Reggimento Artiglieria di Campagna /  Conferenza letta dal Capitano Cosimo Caruso, Napoli, 1904
- Discorso tenuto nella sede del Fascio di Altavilla Irpina, in occasione delle insegne offertegli dal partito fascista e della tessera ad honorem, Benevento, 1926, pg.15
- Discorso tenuto per commemorare / la battaglia di Adua – il 1º  marzo 1925 in Altavilla Irpina, 1925
- Gruppo d’artiglieria da montagna speciale / ricordo ai soldati della classe 1891, Tripoli, 1913
- L’operato amministrativo del primo R. Podestà dal 10 marzo 1927 al 31 dicembre 1930, Avellino, 1931, pg. 16
- L’opuscolo Alla nuova generazione contenente il discorso di S.E. Emilio Bodrero all’Augusteo in occasione della 2ª leva fascista, Avellino, 1928
- La guerra italiana 1915 - 1918, Discorso del Colonnello di Artiglieria Cosimo Caruso in risposta ad una deliberazione del Consiglio Comunale di Altavilla Irpina, 27 aprile 1919, Torino, 1919, pg.20
- La questione dei sottufficiali / conferenza letta ai Sigg. Ufficiali del 12º Reggimento artiglieria, Capua 1906
- Vertenza giuridica tra un Podestà ed il Comune amministrato, Altavilla 1933

### Annotazioni
1. ↑  Il padre era un agiato proprietario terriero, diplomato in agrimensura, mentre la madre era sorella del professore Pellegrino Severino,  allora docente di botanica all'università di Napoli. La coppia ebbe altri otto figli.
2. ↑  Mise a punto un sistema di smontaggio, trasporto, e rimontaggio di queste armi che suscitò l'interesse del generale Baldassarre Orero, governatore dell'Eritrea.

### Fonti
1. 1 2 3 4 5 6 7  Altavilla Historica.
2. 1 2 3 4  La Vita Italiana. Rassegna Politica volume XLII, luglio-dicembre 1933, p. 350.
3. 1 2 3 4 5 6 7 8 9  San Pellegrino.
4. 1 2 3 4 5 6 7 8 9 10  Altavilla mia.
5. ↑   Bollettino ufficiale delle nomine, promozioni e destinazioni negli ufficiali e sottufficiali del R. esercito italiano e nel personale dell'amministrazione militare, 1896,  p. 1569. URL consultato il 6 dicembre 2019.
6. 1 2  D'Amato 1898, p. 37.
7. ↑  Gamerra 1897, p. 40.
8. ↑   Bollettino ufficiale delle nomine, promozioni e destinazioni negli ufficiali e sottufficiali del R. esercito italiano e nel personale dell'amministrazione militare, 1894,  p. 301. URL consultato il 6 dicembre 2019.
9. ↑  La Vita Italiana. Rassegna Politica volume XLII, luglio-dicembre 1933, p. 351.
10. 1 2   Bollettino ufficiale delle nomine, promozioni e destinazioni negli ufficiali e sottufficiali del R. esercito italiano e nel personale dell'amministrazione militare, 1923,  p. 2037. URL consultato il 6 dicembre 2019.
11. ↑   L’ESERCITO E I SUOI CORPI VOL. III by Biblioteca Militare - Issuu, su issuu.com, 25 agosto 2021,  p. 152. URL consultato il 2 maggio 2024.
12. ↑   Studi trentini di scienze naturali rivista della Società per gli studi trentini, Scotoni, 1933. URL consultato il 2 maggio 2024.
13. ↑  Sito web del Quirinale: dettaglio decorato.